# Cnidoscolus tridentifer
Cnidoscolus tridentifer là một loài thực vật có hoa trong họ Đại kích. Loài này được Fern.Casas & J.M.Pizarro mô tả khoa học đầu tiên năm 2002.